# Ezequiel Garay
Pour les articles homonymes, voir Garay.
Ezequiel Garay, de son nom complet Ezequiel Marcelo Garay González, né le 10 octobre 1986 à Rosario, est un footballeur international argentin évoluant au poste de défenseur central.

## Biographie

### Carrière

#### En club
Garay commence sa carrière en Argentine en 2004 avec le club du Newell's Old Boys.
Le 25 novembre 2005, Garay signe un contrat de cinq ans et demi avec l'équipe espagnole du Racing de Santander.
En mai 2008, pour dix millions d'euros, Garay signe au Real Madrid un contrat de six ans. Il est la première recrue madrilène de la saison 2008-2009. Quelques mois auparavant, le FC Barcelone a tenté de le recruter avant de se retirer, en désaccord avec la somme demandée par le Racing. Il est acheté pour devenir, à terme, le remplaçant de Fabio Cannavaro. Néanmoins, Garay est directement prêté après sa signature chez son ancien club, le Racing de Santander, pour une saison. 
De retour pour la saison 2009-2010, Garay intègre l'effectif entraîné par Manuel Pellegrini. Il peine à s'imposer et joue peu, barré par la charnière formée par Pepe et Ricardo Carvalho. Le 12 décembre 2009, entré en cours de match, il marque son premier but pour les Merengues contre le Valence CF qui offre la victoire sur le score de 3 buts à 2. La blessure de Pepe au cours de ce succès oblige Pellegrini à titulariser Garay. Il termine la saison avec 20 matchs disputés en championnat. 
La saison 2010-2011 est particulièrement difficile pour Garay qui est cantonné à un rôle de remplaçant après l'arrivée de José Mourinho. Il dispute un maigre total de cinq matchs toutes compétitions confondues, restant sur le banc à 21 reprises.
Lors du mercato estival 2011, Garay est annoncé du côté du Benfica Lisbonne, en échange de Fábio Coentrão. Courtisé par le Séville FC et l'Olympique lyonnais, il s'engage en faveur du Benfica le 16 juillet 2011 pour une somme de 5,5 millions d'euros.
Le 25 juin 2014, Garay rejoint le Zénith Saint-Pétersbourg, paraphant un contrat de cinq ans.
Le 31 août 2016, Garay retrouve l'Espagne en signant au Valence CF. 
En mai 2019, titulaire lors de la finale, Garay remporte la Copa del Rey aux dépens du FC Barcelone sur le score de 1-2.
Garay commence la saison 2019-2020 en pleine négociations avec le club pour renouveler son contrat. Alors proche d'un accord, il affirme que le président Anil Murthy a subitement modifié les conditions en janvier 2020, rendant un terrain d'entente difficile. Valence réplique en affirmant que le joueur a refusé plusieurs propositions de prolongation en juillet 2019. Le 1er février 2020, Garay est victime d'une rupture du ligament croisé lors d'un match de championnat contre le Celta de Vigo. Sa blessure — ajoutée à sa contamination à la Covid-19 en mars qui est le premier cas dans le championnat espagnol — accélèrent son départ et l'Argentin annonce la nouvelle en juin. En quatre ans, Garay a disputé 114 matchs pour six buts.

#### Sélection

##### En équipe jeunes
Garay joue dans les sélections jeunes d'Argentine entre 2003 et 2005. Il est convoqué avec les moins de 17 ans avec lesquels il dispute la Coupe du monde 2003. Garay est titulaire tout au long de la compétition, prenant part à six matchs et marquant deux buts tandis que l'Argentine termine troisième.
En 2005, Garay est appelé chez les moins de 20 ans pour disputer la Coupe du monde 2005. L'équipe est composée d'une génération talentueuse avec des joueurs tels que Lionel Messi, Fernando Gago ou Sergio Agüero. Elle remporte la compétition en se défaisant du Nigeria en finale (2-1). Garay ne participe qu'à deux matchs mais est titulaire lors de la finale.

##### En équipe A
En mai 2007, Garay est appelé par Alfio Basile mais une déchirure fibrillaire de l'ischio-jambier droit l'empêche de rejoindre la sélection. Cette blessure le prive d'une éventuelle participation à la Copa América qui voit l'Argentine s'incliner en finale contre le Brésil.
Garay honore sa première sélection avec l'équipe nationale d'Argentine le 22 août 2007 lors d'un match amical contre la Norvège, perdu 2-1.
À l'été 2008, Garay rejoint l'équipe d'Argentine olympique qui participe aux Jeux olympiques de Pékin. Titulaire tout le tournoi, il remporte son deuxième titre en sélection nationale grâce à une victoire aux dépens du Nigeria en finale. 
Sergio Batista convoque Garay pour la Copa América 2011. L'Argentine se montre décevante, éliminée en quarts de finale par l'Uruguay, future vainqueure de la compétition. 

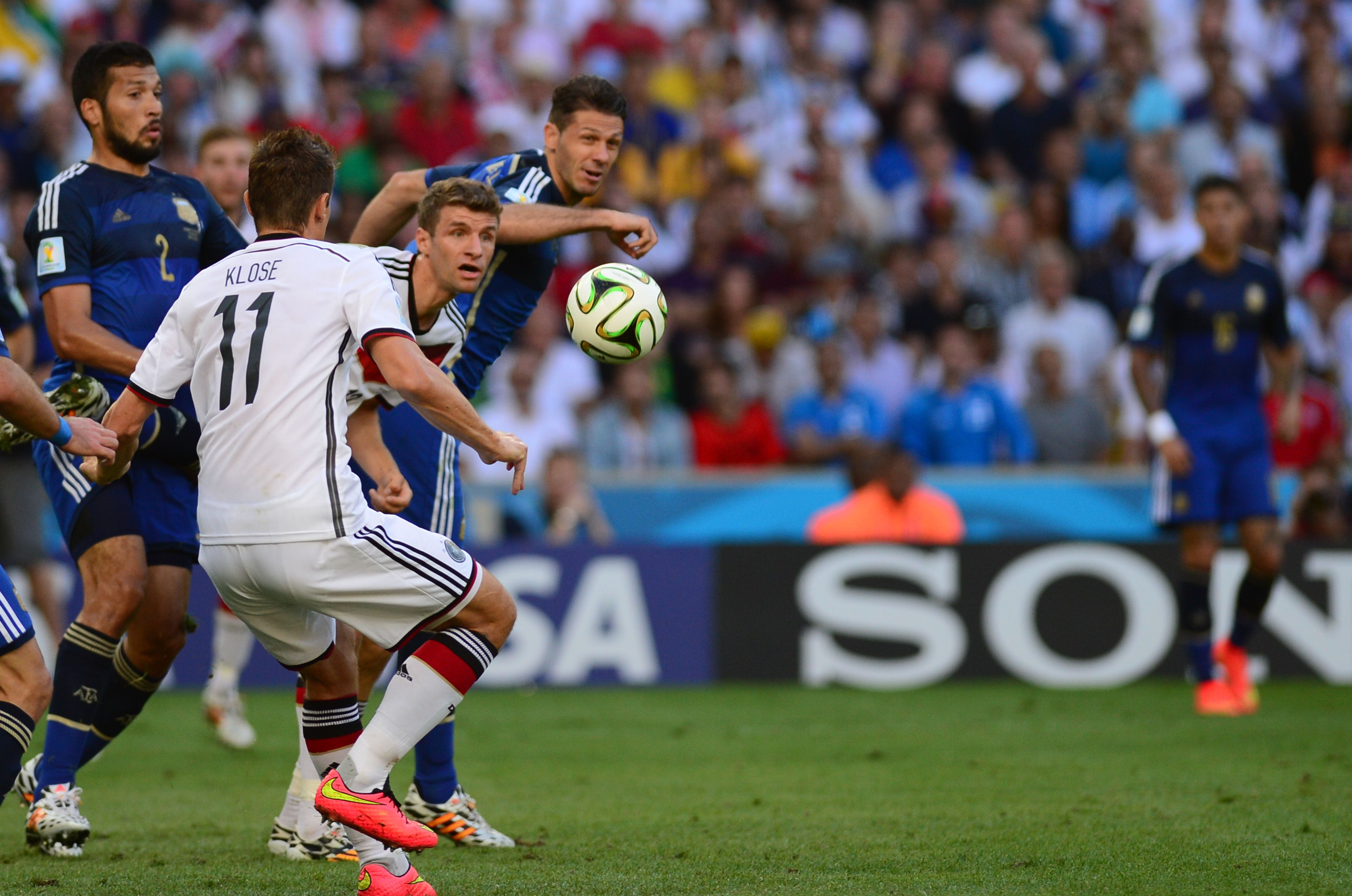
Garay, ici à gauche avec le numéro 2, disputant le ballon à Miroslav Klose et Thomas Müller lors de la finale de la Coupe du monde 2014 contre l'Allemagne.

Garay est appelé par Alejandro Sabella pour disputer la Coupe du monde 2014 au Brésil. Il participe à la bonne performance de l'Albiceleste dans ce mondial et va jusqu'en finale, où il est titulaire, mais que son équipe perd contre l'Allemagne après un but de Mario Götze dans les prolongations.
Garay fait partie de la liste des 23 joueurs de Gerardo Martino pour la Copa América 2015. Il joue quatre matchs et atteint la finale, sa deuxième en équipe A argentine. La sélection s'incline contre le Chili aux tirs au but, un après sa désillusion au Mondial. À la suite de cette compétition, Garay n'est plus appelé en sélection.
En mars 2018, à quelques mois de la Coupe du monde en Russie, Garay prend la parole à la suite de rumeurs selon lesquelles il aurait renoncé à la sélection, désormais dirigée par Jorge Sampaoli, et affirme : « C'est une question pour le sélectionneur, j'essaye de bien faire les choses dans mon club et après cela dépend de lui. » Il n'est finalement pas convoqué.

## Statistiques
| Saison                | Club                       | Championnat           | Championnat | Championnat | Coupe nationale | Coupe nationale | Coupe de la Ligue | Coupe de la Ligue | Supercoupe | Supercoupe | Compétition(s) continentale(s) | Compétition(s) continentale(s) | Compétition(s) continentale(s) | Total | Total |
| Saison                | Club                       | Division              | M.          | B.          | M.              | B.              | M.                | B.                | M.         | B.         | Comp.                          | M.                             | B.                             | M.    | B.    |
| 2004-2005             | Newell's Old Boys          | Apertura              | 1           | 0           | -               | -               | -                 | -                 | -          | -          | -                              | -                              | -                              | 1     | 0     |
| 2005                  | Newell's Old Boys          | Apertura              | 12          | 1           | -               | -               | -                 | -                 | -          | -          | -                              | -                              | -                              | 12    | 1     |
| Sous-total            | Sous-total                 | Sous-total            | 13          | 1           | -               | -               | -                 | -                 | -          | -          | -                              | -                              | -                              | 13    | 1     |
| 2005-2006             | Racing de Santander        | Liga                  | 7           | 0           | -               | -               | -                 | -                 | -          | -          | -                              | -                              | -                              | 7     | 0     |
| 2006-2007             | Racing de Santander        | Liga                  | 31          | 9           | 1               | 0               | -                 | -                 | -          | -          | -                              | -                              | -                              | 32    | 9     |
| 2007-2008             | Racing de Santander        | Liga                  | 22          | 3           | 7               | 2               | -                 | -                 | -          | -          | -                              | -                              | -                              | 29    | 5     |
| 2008-2009             | Racing de Santander (prêt) | Liga                  | 24          | 2           | 2               | 0               | -                 | -                 | -          | -          | C3                             | 4                              | 0                              | 30    | 2     |
| Sous-total            | Sous-total                 | Sous-total            | 84          | 14          | 10              | 2               | -                 | -                 | -          | -          | -                              | 4                              | 0                              | 98    | 16    |
| 2009-2010             | Real Madrid CF             | Liga                  | 20          | 1           | -               | -               | -                 | -                 | -          | -          | C1                             | 3                              | 0                              | 23    | 1     |
| 2010-2011             | Real Madrid CF             | Liga                  | 5           | 0           | 2               | 0               | -                 | -                 | -          | -          | C1                             | -                              | -                              | 7     | 0     |
| Sous-total            | Sous-total                 | Sous-total            | 25          | 1           | 2               | 0               | -                 | -                 | -          | -          | -                              | 3                              | 0                              | 30    | 1     |
| 2011-2012             | Benfica Lisbonne           | Primeira Liga         | 24          | 2           | 3               | 0               | 3                 | 0                 | -          | -          | C1                             | 11                             | 0                              | 41    | 2     |
| 2012-2013             | Benfica Lisbonne           | Primeira Liga         | 27          | 1           | 4               | 0               | 1                 | 0                 | -          | -          | C1+C3                          | 6+8                            | 1+0                            | 46    | 2     |
| 2013-2014             | Benfica Lisbonne           | Primeira Liga         | 27          | 6           | 5               | 0               | 3                 | 0                 | -          | -          | C1+C3                          | 6+8                            | 0+2                            | 49    | 8     |
| Sous-total            | Sous-total                 | Sous-total            | 78          | 9           | 12              | 0               | 7                 | 0                 | -          | -          | -                              | 39                             | 3                              | 136   | 12    |
| 2014-2015             | Zénith Saint-Pétersbourg   | Premier Liga          | 26          | 1           | 1               | 0               | -                 | -                 | -          | -          | C1+C3                          | 10+5                           | 0+0                            | 42    | 1     |
| 2015-2016             | Zénith Saint-Pétersbourg   | Premier Liga          | 20          | 2           | 2               | 0               | -                 | -                 | -          | -          | C1                             | 6                              | 0                              | 28    | 2     |
| 2016-2017             | Zénith Saint-Pétersbourg   | Premier Liga          | 4           | 0           | -               | -               | -                 | -                 | 1          | 0          | -                              | -                              | -                              | 5     | 0     |
| Sous-total            | Sous-total                 | Sous-total            | 50          | 3           | 3               | 0               | -                 | -                 | 1          | 0          | -                              | 21                             | 0                              | 75    | 3     |
| 2016-2017             | Valence CF                 | Liga                  | 27          | 4           | 1               | 0               | -                 | -                 | -          | -          | -                              | -                              | -                              | 28    | 4     |
| 2017-2018             | Valence CF                 | Liga                  | 24          | 0           | 4               | 0               | -                 | -                 | -          | -          | -                              | -                              | -                              | 28    | 0     |
| 2018-2019             | Valence CF                 | Liga                  | 24          | 2           | 3               | 0               | -                 | -                 | -          | -          | C1+C3                          | 3+5                            | 0+0                            | 35    | 2     |
| 2019-2020             | Valence CF                 | Liga                  | 17          | 0           | -               | -               | -                 | -                 | 1          | 0          | C1                             | 5                              | 0                              | 23    | 0     |
| Sous-total            | Sous-total                 | Sous-total            | 92          | 6           | 8               | 0               | -                 | -                 | 1          | 0          | -                              | 13                             | 0                              | 114   | 6     |
| Total sur la carrière | Total sur la carrière      | Total sur la carrière | 342         | 34          | 35              | 2               | 7                 | 0                 | 2          | 0          | -                              | 80                             | 3                              | 466   | 39    |

## Palmarès
- Champion d'Argentine (Torneo Apertura) : 2004
- Vainqueur de la Coupe du monde des moins de 20 ans : 2005
- Médaille d'or aux Jeux olympiques : 2008
- Vainqueur de la Coupe d'Espagne : 2011
- Championnat du Portugal : 2014
- Vainqueur de la Coupe du Portugal : 2014
- Championnat de Russie : 2015
- Vainqueur de la Coupe de Russie : 2016
- Vainqueur de la Coupe d'Espagne : 2019